# آنا أصلان
آنا أسلان (بالرومانية: Ana Aslan) (1 يناير 1897 – 20 مايو 1988) طبيبة بيولوجية رومانية تعتبر من أهم رواد دراسة الشيخوخة وطب المسنين في رومانيا.
أكتشفت آنا أسلان آثار مادة البروكائين المعتمدة في عقار جيروفيتال H3 على مقاومة الشيخوخة واعتماداً عليه طورت عقار أسلافيتال، أسست معهد مكافحة الشيخوخة في بوخاريست سنة 1952 الذي يعتبر الأول من نوعه في العالم.